# Tjuoltavagge
Tjuoltavagge är en 16 kilometer lång dalgång söder om Sareks nationalpark. Dalgången löper samman med södra delen av Njåtjosvagge vid Änok norr om Kvikkjokk. Höjden över havet varierar mellan 400 och 600 meter.

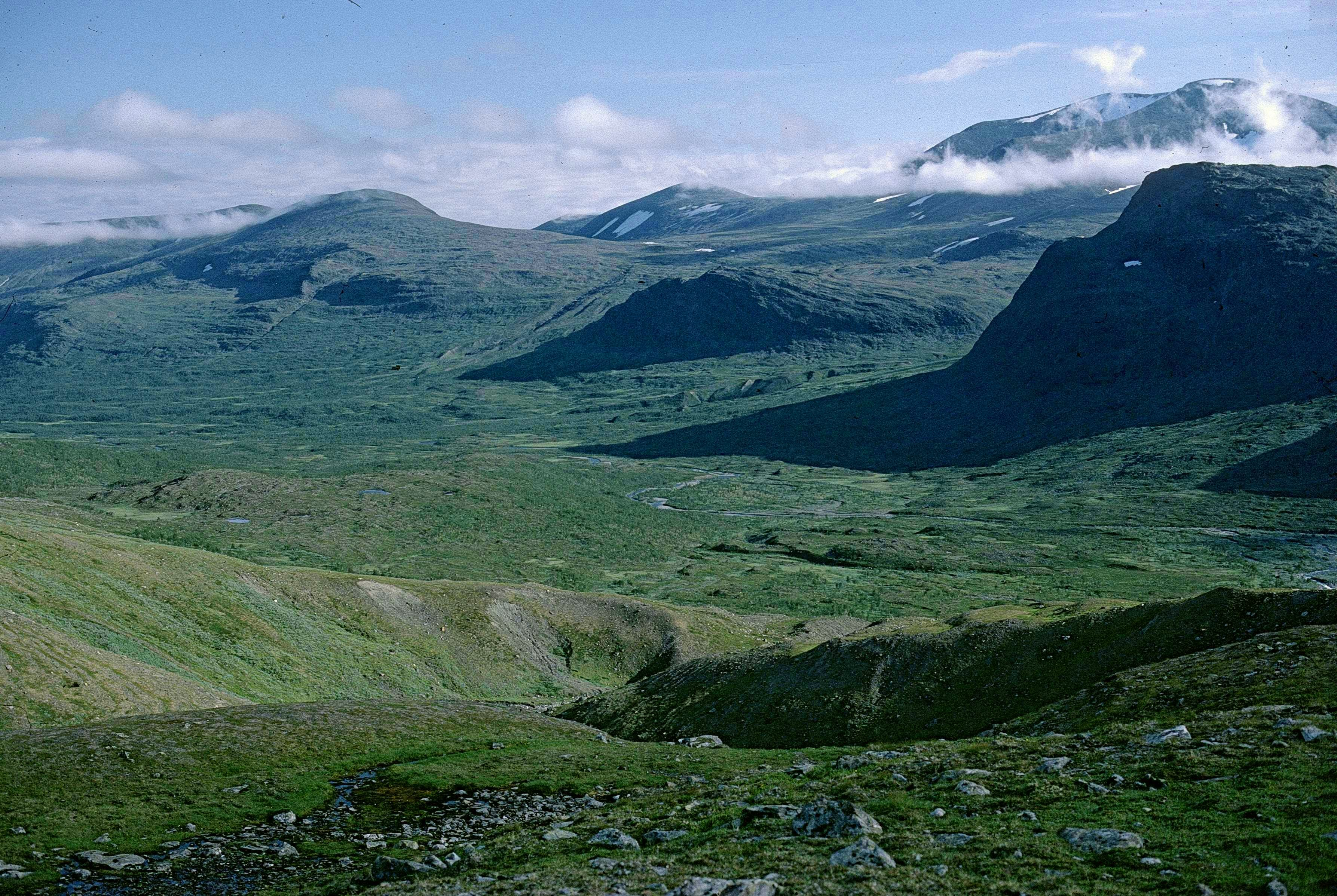
Tjuoltavagge